# 段文洋
段文洋，哈尔滨工程大学教授、博士生导师、船舶工程学院副院长，中华人民共和国教育部长江学者特聘教授，从事船舶水动力学、水波与海洋浮体的相互作用研究。

## 荣誉
- 中国教育部长江学者特聘教授
- 中国国防科技进步二等奖